# Edmund Hermann Raitz von Frentz zu Kendenich
Edmund Hermann Adolph Freiherr Raitz von Frentz zu Kendenich (* nach 1690; † 1721) war Domherr in Münster.

## Leben
Edmund Hermann Adolph Freiherr Raitz von Frentz zu Kendenich wurde als Sohn des Franz Carl Freiherr Raitz von Frentz zu Kendenich (kurkölnischer Geheimer Rat) und dessen Gemahlin Helena Isabella von Brabeck geboren. Im Jahre 1707 erhielt er durch päpstliche Provision eine Dompräbende in Münster. Er war dort Subdiakon. Eine Teilnahme an den Kapitelssitzungen in Münster ist nicht dokumentiert. Edmund Hermann war ein erfolgreicher Pfründensammler und auch Domherr in Trier, Hildesheim und Worms sowie Stiftsherr in Basel.